# أندري دا سيلفا فينتورا
أندري دا سيلفا فينتورا هو لاعب كرة قدم برازيلي في مركز حراسة المرمى، ولد في 17 يوليو 1993 في ريو دي جانيرو في البرازيل. لعب مع بوتافوغو ريغاتاس ونادي بوتافوغو اس بي.

## وصلات خارجية
- أندري دا سيلفا فينتورا على موقع قاعدة بيانات كرة القدم.إي يو (الإنجليزية)
- أندري دا سيلفا فينتورا على موقع Soccerway.com (الإنجليزية)
- أندري دا سيلفا فينتورا على موقع عالم كرة القدم.نت (الإنجليزية)